# 아프로아시안
아프로아시안(Afro-Asians)은 아프리카인과 아시아인의 혼혈을 말한다. 흑인계 유럽인이나 흑인계 아메리카인과 아시아인의 혼혈도 포함된다.

## 같이 보기
- 아메라시안
- 유라시안
- 벤 헨더슨
- 윤미래
- 인순이
- 한현민
- 하인스 워드